# 舒城东站
舒城东站位于中华人民共和国安徽省六安市舒城县千人桥镇，是京港高速铁路上的车站，由上海铁路局管辖。2019年8月，舒城东站开工，2020年12月与京港高速铁路合安段同日开通运营。

## 车站结构
| 侧式站台2号站台(E) |                                       |
|                    | 京港高速铁路 往西九龙方向（庐江西站） |
|                    | 京港高速铁路 下行正线                 |
|                    | 京港高速铁路 上行正线                 |
|                    | 京港高速铁路 往北京丰台方向（肥西站） |
| 侧式站台1号站台(W) |                                       |